# Hiroshi Ōtake
Hiroshi Ōtake (jap. 大竹 宏 Ōtake Hiroshi; ur. 14 marca 1932, zm. 1 sierpnia 2022) – japoński seiyū i aktor dubbingowy.
Zmarł w 2022 roku w wieku 90 lat na niewydolność serca.

## Wybrane role
- Bia – czarodziejskie wyzwanie –
  - Papa Kanzaki,
  - Wrona,
  - Szef
- Błękitny Ptak – Duch Wody
- Czarodziejskie zwierciadełko – Daisho
- Death Note – Roger Ruvie
- Dr. Slump –
  - King Nikochan,
  - Tsuruten Tsun
- Dragon Ball –
  - Carrot Master,
  - Suke-san
- Dragon Quest – Zanack
- Hunter × Hunter – Zeno Zoldyck
- Magiczne igraszki – Tontaro
- Mały Wansa – Herahera
- Pokémon –
  - Mankey,
  - Okorizaru,
  - Starzec,
  - Doktor Midorikawa